# Xã Meriden, Quận Steele, Minnesota
Xã Meriden (tiếng Anh: Meriden Township) là một xã thuộc quận Steele, tiểu bang Minnesota, Hoa Kỳ. Năm 2010, dân số của xã này là 621 người.